# Raïon de Satka
Le raïon de Satka (en russe : Саткинский район, Satkinski raïon) est une subdivision administrative de l'oblast de Tcheliabinsk, en Russie. Son centre administratif est la ville de Satka.

## Géographie
Situé dans l'Oural, le raïon couvre 2 397 km2. Il se trouve à quelque 190 km à l'ouest de la capitale régionale Tcheliabinsk

## Histoire
L'histoire du raïon est indissociablement liée à celle de la ville de Satka, marquée par l'activité minière et métallurgique. On considère à cet égard que la construction de la fonderie travaillant le fer est celle du fondement de la ville, le 17 novembre 1758.

## Administration
Le raïon de Satka est subdivisé en sept municipalités.
| № | Municipalité               | Centre     | Population (2002) |
| - | -------------------------- | ---------- | ----------------- |
| 1 | Municipalité de Bakal      | Bakal      | 22 516            |
| 2 | Municipalité de Berdiaouch | Berdiaouch | 6 198             |
| 3 | Municipalité de Miejevoï   | Miejevoï   | 5 578             |
| 4 | Municipalité de Satka      | Satka      | 51 052            |
| 5 | Municipalité de Souleïa    | Souleïa    | 2 953             |
| 6 | Municipalité d'Aïlino      | Aïlino     | 2 252             |
| 7 | Municipalité de Pomanovka  | Pomanovka  | 1 635             |

## Économie